# Eagles of Death Metal
Eagles of Death Metal — американський рок-гурт, створений в 1998 році Джессі Г'юзом (вокал, гітара) та Джошем Хомме (ударні), що й донині залишаються єдиними постійними членами гурту. Попри назву, Eagles Of Death Metal не грають у жанрі дез-метал. В інтерв'ю 2003 року Хомме описав звучання гурту як поєднання «гітари з блюграсс-гітарою, змішаної з ударними та вокалом Canned Heat». Г'юз відомий своєю захоплюючою взаємодією з публікою під час живих виступів.
13 грудня 2015 року, коли гурт виступав на сцені у Батаклані в Парижі, Франція, на аудиторію напали терористи озброєні автоматичними гвинтівками, гранатами та бронежилетами. 89 людей були вбиті всередині приміщення, в тому числі менеджера з продажів гурту. Троє з учасників гурту, співак Джессі Г'юз, гітарист Еден Галіндо та барабанщик Джуліан Доріо успішно втекли з майданчика через двері за лаштунками, але гітаристу Дейву Кеттінгу та басисту Метту МакДжінсу не вдалося втекти. Перший сховався у туалеті у ванній кімнаті, а другий — у роздягальні з кількома шанувальниками, деякі з них отримали важкі травми. Вони залишилися у сховку всередині приміщення і були врятовані через кілька годин поліцією разом з іншими потерпілими.

## Походження назви
У інтерв'ю, зробленому на заході, що спонсорується Converse Music в лондонському барі Soho Revue, Г'юз стверджував, що вони з Хомме були в барі та дивились, як чоловік танцює під пісню Wind of Change гурту Scorpions. На запитання, що він робить, чоловік вигукнув: «Це дез-метал, чувак!», На що Хомме відповів: «Ні, це не так. Це схоже на Eagles дез-металу». Альтернативна історія, що стосується походження назви гурту, стверджує, що вона виникла під час вечірки, на якій друг Хомме, Лу намагався навернути Г'юза на жанр дез-металу. Коли друг відтворив пісню польського гурту Vader і заявив, що ця пісня належить до жанру дез-метал, Хомме назвав Вейдера «Eagles дез-металу». Почувши цю фразу, Г'юз зацікавився, як би звучав гурт середній між Eagles та дез-металом.

## Історія

### Ранні роки (1998—2003)
Гурт створений у Палм-Дезерті, штат Каліфорнія, у 1998 році та вперше з'явився у альбомі Джоша Хомме The Desert Sessions- 'Volumes 3 & 4', що вийшов цього року. Протягом кількох наступних років Хомме відволікався від гурту через успіх Queens of the Stone Age. Однак, в інтерв'ю у жовтні 2008 року він підтвердив свою прихильність до гурту, сказавши: «Це для мене не побічний проєкт. Я в двох гуртах. У мене музична шизофренія, і це одна з моїх особистостей і вони всі дивовижні».

### Peace, Love, Death Metal(2004—2005)
Гурт випустив свій дебютний альбом Peace, Love, Death Metal у березні 2004 р. Деякі пісні з альбому були використані в рекламних роликах американського телебачення, зокрема для Ask.com, Comcast, Payless ShoeSource, Nissan Motors, Budweiser, Pontiac Motors та Wendy's, а також у трейлері до фільму Дякую вам за куріння та промо-диску до фільму Грайндхаус, який був доступний у магазинах Hot Topic до виходу фільму. Перша пісня в альбомі, «I Only Want You», також була використана у саундтреку до гри для PS2 Gran Turismo 4, а також у Microsoft для реклами запуску Windows 8. Globe Shoes, виробник взуття для скейтбордингу, показав пісню в першому епізоді у своїй новій серії скейт-фільмів під назвою United By Fate. «Miss Alissa» була представлена на відео кампанії Nike з футбольного чемпіонату світу з футболу 2014 року. Відео має назву «Переможець залишається», у ньому зняті футболісти Кріштіану Роналду, Андреа Пірло, Неймар, Тім Говард та багато інших.

### Death by Sexy(2006—2007)
Eagles of Death Metal повернулися 11 квітня 2006 року зі своїм другим альбомом Death by Sexy. У першій половині 2006 року вони гастролювали разом з гуртом The Strokes та були хедлайнерами свого власного туру по США який відкривали The Giraffes, після чого зіграли кілька концертів разом з Peaches, а також виступали з Джоан Джетт. Восени 2006 року у гурту мали бути виступи з Guns N' Roses, але вони відіграли лише один концерт. Того вечора на сцені Ексл Роуз назвав гурт «Pigeons of Shit Metal». Пізніше Eagles of Death Metal використали цю фразу у свому мерчі.
Трек «Chase the Devil» з альбому був включений до саундтреку проєкту Tony Hawk's Project 8. Мало того, трек «Don't Speak(I Came to Make a Bang!)» був частиною саундтреку для гри студії Electronic Arts' Need for Speed: Carbon. Пісня «Cherry Coll» була використана в рекламі Microsoft Zune, а «Don't Speak» була показана в 'Дуже епічне кіно', де гурт грає наживо; крім того, пісня була використана в рекламі Nike, знятої Гаєм Річі перед Євро-2008. Пісня «I Want You So Hard» також була представлена в серіалі HBO Реальна кров під час титрової серії 8 епізоду 1 сезону.

### Heart On(2008—2009)
21 жовтня 2008 року, напередодні випуску свого третього альбому, Eagles of Death Metal виступили з живим концертом у Hollywood & Highland Virgin Megastore в Лос-Анджелесі до виходу відеогри Midnight Club: Los Angeles . Перший сингл з третього альбому, «Wannabe in L.A.», також є в грі. Пісня також представлена в музичній ритм-грі Guitar Hero 5 та гоночній грі DiRT 2. «I'm Your Torpedo» і «High Voltage» також були представлені у фільмі 2009 року, Котися!. Крім того, «Now I'm A Fool» був використаний у фільмі 2012 року Збірка промінців надії. Трек «High Voltage» був представлений в інтернет-кампанії для Head & Shoulders у 2010 році.
Їхній третій альбом Heart On вийшов 28 жовтня 2008 року (4 листопада 2008 року в Канаді) і супроводжувався туром по Північній Америці. 4 лютого 2009 року Eagles of Death Metal виступили в прямому ефірі для Fuel.tv в рамках свого туру Heart On і виступили в якості розігріву під час туру з Arctic Monkeys.
У 2010 році у гастролюючого басиста Браян О'Коннора виявили рак, і йому довелося пройти хіміотерапію. Джош Хомме разом із Дейвом Гролом та Джон Пол Джонсом оголосили про концерт в Брікстонській академії у Лондоні, щоб зібрати гроші на лікування О'Коннора. Еббі Тревіс замінила О'Коннора на період, поки той одужував.
У вересні 2011 року Х'юз випустив свій дебютний сольний альбом Honkey Kong під псевдонімом Boots Electric.

### Zipper Down(2013—2015)
19 жовтня 2013 року Г'юз опублікував відео студійних кадрів у своєму акаунті Instagram, уточнюючи, що новий альбом Eagles of Death Metal, який має вийти наступного року, знаходиться у роботі. Хомме оголосив, що гурт відіграє два хедлайнерські концерти у Великій Британії, один у клубі KOKO в Лондоні і один у сумнозвісному Гаражі в Глазго. Пізніше Хомме підтвердив, що гурт зіграє на другому етапі на фестивалі Download. У червні 2015 року гурт оголосив, що їхній наступний альбом Zipper Down вийде 2 жовтня. Перший сингл з альбому під назвою «Complexity», був доступний для трансляції на вебсайті Pitchfork Media.

### Теракт в Батаклані (2015)
— Джессі Хьюз в інтерв'ю Шейном Смітом, Vice
13 листопада 2015 року Eagles of Death Metal грали аншлаговий концерт для близько 1500 гостей у театрі Батаклан у Парижі. Гурт почав виконувати пісню «Kiss the Devil», та нападники почали стрілянину. Було вбито близько 90 шанувальників. Згідно з свідченнями, нападники стріляли в натовп, у тому числі в тих, хто намагався врятуватись, лежачи на підлозі, а під час штурму театру спецпідрозділами поліції, підірвали жилети з вибухівкою. Х'юз втік за куліси, разом із гітаристом Еденом Галіндо та барабанщиком Джуліаном Доріо, а басист Метт МакДжінс, який знаходився з іншого боку сцени, втік за лаштунки та знайшов сховок у гардеробі з кількома фанатами. Гітарист Дейв Кетчінг сховався у туалеті і пізніше був евакуйований разом із Мак-Джанкінсом французькою поліцією. Серед загиблих під час нападу був 36-річний Нік Александер, який працював менеджером з мерчендайзу гурту під час їхнього європейського туру.
Після атаки Джон Мортер створив кампанію у Facebook з наміром підняти кавер гурту на пісню Duran Duran «Save a Prayer» на перше місце у UK Singles Chart. Кампанію просував сам гурт Duran Duran і очолював його фронтме Саймон Ле Бон, який пообіцяв пожертвувати всі доходи від продажу на благодійність. The song ultimately peaked at number 53 for the chart dated the week after the attack.

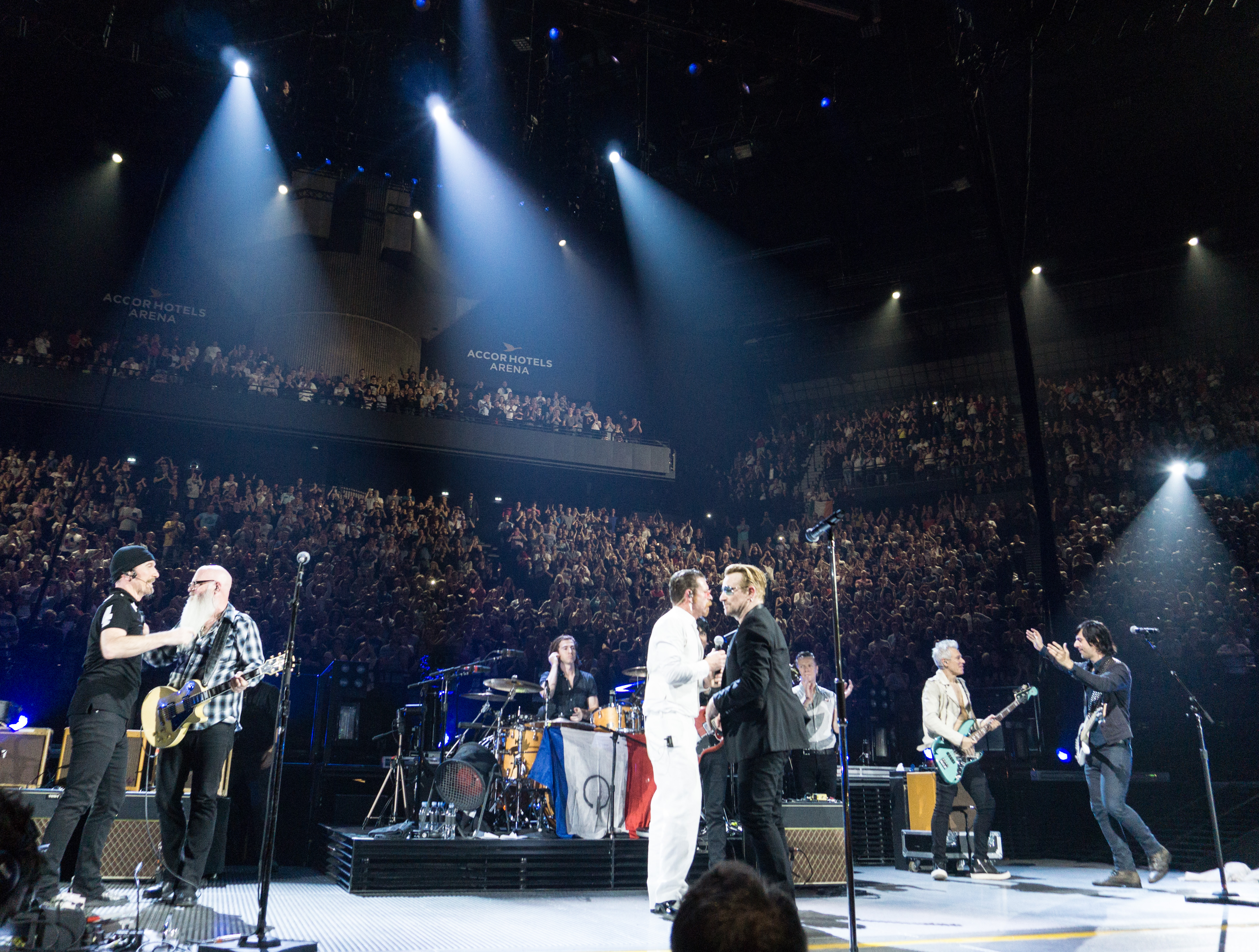
Eagles of Death Metal повернулися до Парижу та виступають на концерті U2 7 грудня, 2015.

 Eagles of Death Metal оприлюднили заяву про атаки 18 листопада, подякувавши французькій поліції, ФБР, Державним департаментам США та Франції, а особливо всім тим, хто був з ними під час самих подій, хто допомагав один одному як могли, під час такого жахливого випробування.

25 листопада журнал Vice опублікував інтерв'ю з учасниками гурту, включаючи Хомме, про напади та їх наслідки. Під час інтерв'ю Х'юз сказав власнику журналу Шейну Сміту, що гурт планує завершити європейський тур в пам'ять про тих, хто загинув на їхньому концерті. Хомме заохочував музикантів будь-якого жанру робити кавер на пісню гурту «I Love You All the Time», і весь прибуток, отриманий гуртом, обіцяв передати у свій благодійний фонд Sweet Stuff Foundation, звідки гроші мали бути передані жертвам нападу.
На пісню зробили кавер виконавців, у тому числі My Morning Jacket, Dean Ween Group, Savages, Метт Кемерон, Ален Йоганнес, Петра Гейден, Florence and the Machine, Kings of Leon, Ед Харкорт, Mini Mansions, Jimmy Eat World, i Imagine Dragons. У грудні 2015 року Pearl Jam випустили сингл із кавером Метта Кемерона на «I Love You All the Time» та власним живим виконанням пісні Eeagles of Death Metal «I Want You So Hard (Boy's Bad News)», яку вони виконали наживо на їхньому концерті 22 листопада в Ріо-де-Жанейро. Як і у випадку з каверами, кошти від синглу були передані Sweet Stuff Foundation.
7 грудня гурт, без Хомме, вийшов на сцену на концерті гурту U2 у АккорГотелс Арена у Парижі під час свого першого концерту після атаки. Гурти разом виконали кавер на пісню Патті Сміт «People Have the Power», перш ніж Eagles of Death Metal виконали «I Love You All the Time». У промові після виступу Г'юз подякував U2 і сказав, що Орли повернуться до Парижа в лютому 2016 року. Наступного дня гурт знову відвідав Батаклан, щоб віддати шану жертвам нападу.

### Тур Nos Amis (2016—2018)

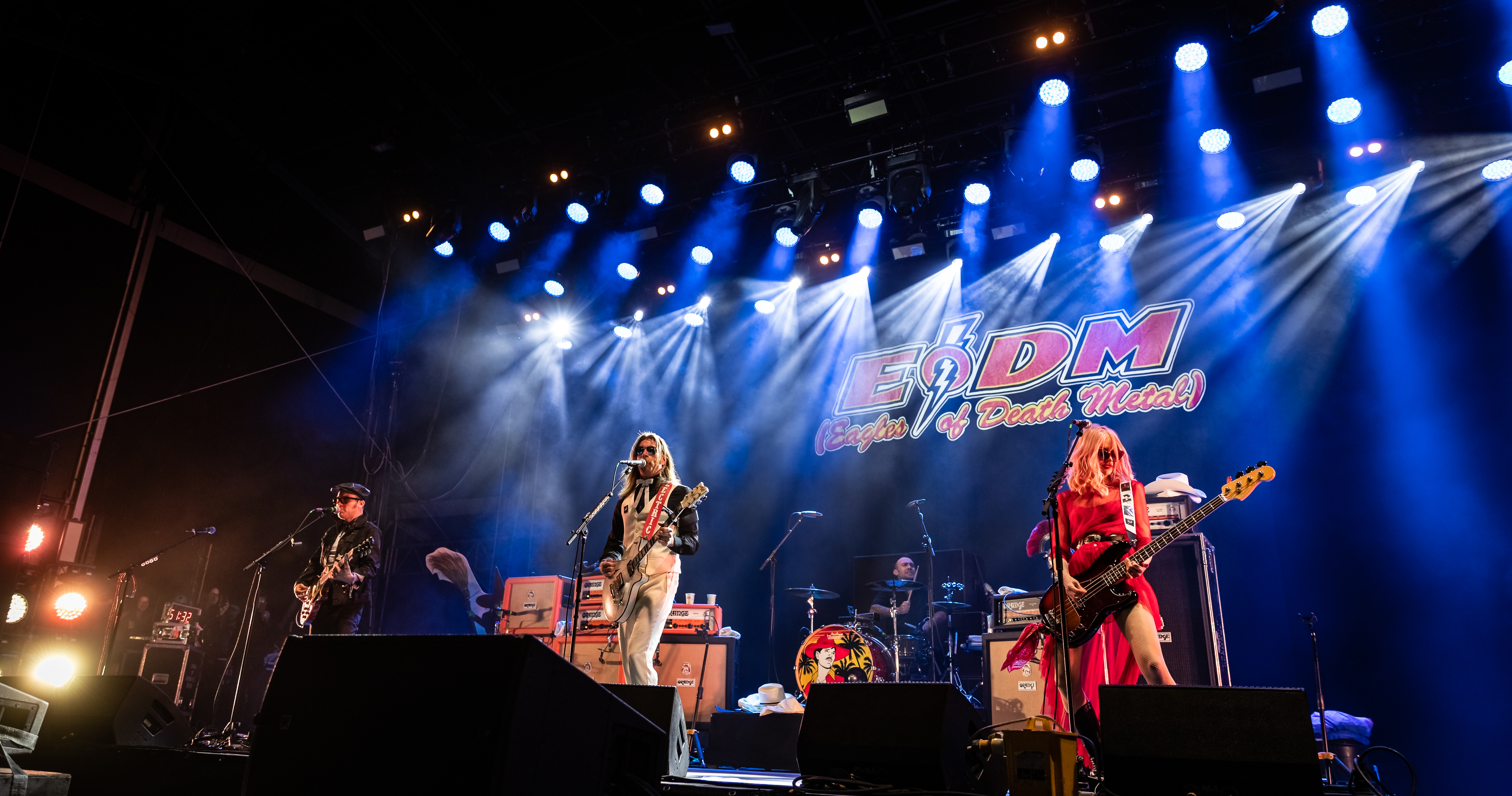
Eagles of Death Metal live at Rock am Ring 2019

У грудні 2015 року гурт оголосив про відновлення свого європейського туру, який вони перейменували в «Тур Nos Amis» («Тур наших друзів»). Тур включав концерт в Олімпії в Парижі 16 лютого. Власники квитків на шоу в Батаклані на листопад, мали змогу відвідати концерт в Олімпії безкоштовно.
В інтерв'ю для бізнес каналу Фокс у березні 2016 року Г'юз заявив, що деякі співробітники служби безпеки Батаклану були причетними до нападу. Пізніше Г'юз вибачився за свої коментарі у який засуджував французьких чиновників і власників Батаклану. За ці коментарі гурт був виключений зі складу фестивалю Rock en Seine. Як повідомляється, під час повторного відкриття Батаклану у листопаді 2016 року через коментарі Г'юза, учасників гурту не впустили усередену.
Прем'єра документального фільму режисера Коліна Хенкса про гурт та наслідки атаки на Батаклан під назвою Eagles of Death Metal: Nos Amis (Our Friends), відбулася в лютому 2017 року на HBO.

## Члени гурту

### Члени гурту
- Джессі Г'юз a.k.a. The Devil/Boots Electric — головний вокал, гітара, бас, інші інструменти (1998–present)
- Джош Хомме a.k.a. Carlo Von Sexron/DP Pete/Baby Duck/Zombie Zebra — ударні, бас, бек-вокал, гітара, інші інструменти (1998–present)

### Теперішні учасники
- Дженні Ві — бас, вокал
- Джош Джов — гітара
- Еден Галіндо — гітара, вокал
- Жорма Вік — ударні, перкусія

### Колишні учасники

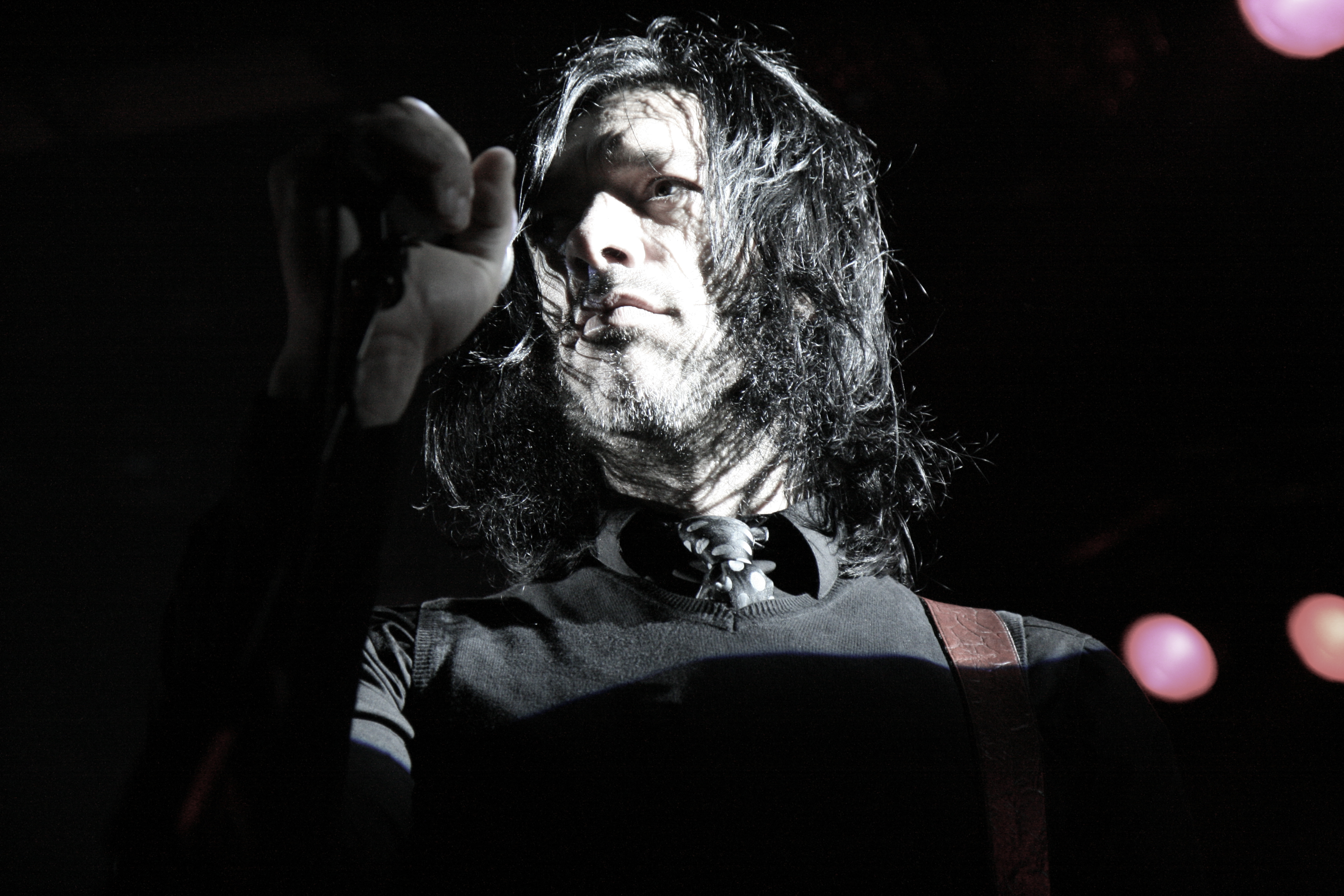
Браян О'Коннор (бас) грає на площадці Commodore Ballroom 20 липня, 2009

- Тім Ванхамел a.k.a. Timmy/Tipover — гітара (2003—2004)
- Клод Колеман a.k.a. Sugardick — ударні (2004, 2012)
- Браян О'Конно a.k.a. Big Hands/BOC — бас, вокал (2005—2014)
- Саманта Мелоні a.k.a. Hot Damn Sweet Sam — ударні (2005)
- Жен Труман a.k.a. Teen Dream — ударні (2006—2007)
- Джо Кастілло a.k.a. The Sexy-Mexy — ударні (2005, 2008—2012)
- Джеф Фрідл, знаний як «Білий Дон Чідл» — ударні, ключі (2015)
- Джуліан Доріо — ударні (2015—2016)
- Метт МакДжінс — бас (2015—2017)
- Штефан Олсбол — з Placebo, бас коли два гурти були разом у турі в 2003
- Еббі Тревіс — заміняла на басу О'Коннора (2010)
- Джон Руссо — клавішні
- Джек Блек a.k.a. Blackjack/Jeff Boyles[36] — вокал
- Дейв Грол a.k.a. Diablo — гітара
- Венді Рей Фавлер r a.k.a. Wendy Ramone/Wendy Ray Moan — бек-вокал[36]
- Броді Дейл a.k.a. Queen Bee — вокал
- Алан Джоханес — клавішні, вокал, труба
- Трой Ван Лювен a.k.a. Lefty Trizzle — клавішні, бек-вокал
- Ліам Лінч — вокал
- Нік Олівері — бас
- Наташа Шнейдер — вокал
- Тейлор Ховкінс — ударні
- Марк Ланеґан — вокал
- Джульєтта Левіс — вокал
- Мет Свінні — гітара
- Кет Вон Ді — вокал
- Дейв Кетчінг a.k.a. Darlin' Dave/Davey Jo — гітара, вокал

## Дискографія

### Студійні альбоми
- Peace, Love, Death Metal (2004)
- Death by Sexy (2006)
- Heart On (2008)
- Zipper Down (2015)
- EODM Presents Boots Electric Performing the Best Songs We Never Wrote (кавери) (2019)